# Anthurium dussii
Anthurium dussii är en kallaväxtart som beskrevs av Adolf Engler. Anthurium dussii ingår i släktet Anthurium och familjen kallaväxter. Inga underarter finns listade.